# Kutschin Peak
Der Kutschin Peak ist ein 2360 m hoher und markanter Berg in der antarktischen Ross Dependency. Er ragt 10 km südlich des Mount Kristensen am Westhang des Nilsen-Plateaus auf der Ostseite des Amundsen-Gletschers auf.
Das Advisory Committee on Antarctic Names benannte ihn 1967 nach dem russischen Ozeanographen Alexander Kutschin (1888–1913), Teilnehmer an der Südpolexpedition (1910–1912) des norwegischen Polarforschers Roald Amundsen.